# Bateria de magnesi
Les bateries de magnesi són bateries que utilitzen cations de magnesi com a portadors de càrrega i possiblement a l'ànode de les piles electroquímiques. S'han investigat tant les químiques de les piles primàries no recarregables com les de les piles secundàries recarregables. Les piles primàries de magnesi s'han comercialitzat i s'han utilitzat com a bateries de reserva i d'ús general.
Les bateries secundàries de magnesi són un tema de recerca actiu com a possible substitució o millora de les químiques de bateries basades en ions de liti en certes aplicacions. Un avantatge significatiu de les piles de magnesi és l'ús d'un ànode de magnesi sòlid, que ofereix una densitat d'energia superior a la de les bateries de liti. S'han investigat ànodes de tipus inserció ("ions de magnesi").

## Cèl·lules primàries
Les piles primàries de magnesi s'han desenvolupat des de principis del segle XX. A l'ànode, aprofiten la baixa estabilitat i l'alta energia del magnesi metàl·lic, l'enllaç del qual és més feble en més de 250 kJ/mol en comparació amb el ferro i la majoria dels altres metalls de transició, que s'uneixen fortament a través dels seus orbitals d parcialment plens. S'han estudiat diverses químiques per a tipus de bateries de reserva, amb materials de càtode que inclouen clorur de plata, clorur de coure(I), clorur de pal·ladi(II), iodur de coure(I), tiocianat de coure(I), diòxid de manganès i aire (oxigen).  Per exemple, una bateria de reserva de clorur de plata/magnesi activada per aigua va estar disponible comercialment el 1943.
La bateria seca de magnesi tipus BA-4386 es va comercialitzar completament, amb costos per unitat que s'acostaven als de les bateries de zinc. En comparació amb les piles equivalents de zinc-carboni, tenien una major capacitat per volum i una vida útil més llarga. La BA-4386 va ser àmpliament utilitzada per l'exèrcit dels Estats Units des del 1968 fins al 1984 aproximadament, quan va ser substituïda per una bateria de clorur de tionil de liti. 
Una bateria de magnesi-aire té una tensió de funcionament teòrica de 3,1 V i una densitat d'energia de 6,8 kWh/kg. General Electric va produir una bateria de magnesi-aire que funcionava en una solució neutra de NaCl ja a la dècada de 1960. La bateria de magnesi-aire és una pila primària, però té el potencial de ser "reabastecible" mitjançant la substitució de l'ànode i l'electròlit. Algunes bateries primàries de magnesi s'utilitzen com a sistemes de còpia de seguretat terrestres, així com com a fonts d'energia submarines, utilitzant aigua de mar com a electròlit.  El torpede Mark 44 utilitza una bateria de magnesi activada per aigua.

## Cèl·lules secundàries

### Visió general
Les bateries secundàries d'ions de magnesi impliquen el flux reversible d'ions Mg2+. Són candidates per a la millora de les tecnologies de bateries d'ions de liti en determinades aplicacions. El magnesi té una densitat d'energia teòrica per unitat de massa inferior a la meitat que la del liti (18,8 MJ/kg (~2205 mAh/g) vs. 42,3 MJ/kg), però una densitat d'energia volumètrica al voltant d'un 50% superior (32,731 GJ/m3 (3833 mAh/mL) vs. 22,569 GJ/m3 (2046 mAh/mL). Els ànodes de magnesi no presenten formació de dendrites, tot i que només en certs dissolvents no aquosos i a densitats de corrent inferiors a aproximadament 1 mA/cm2.  Això permet utilitzar magnesi metàl·lic sense un compost d'intercalació a l'ànode,  elevant així la densitat d'energia volumètrica relativa màxima teòrica a unes 5 vegades la d'un elèctrode de grafit. La modelització i l'anàlisi cel·lular indiquen que les bateries basades en magnesi poden tenir un avantatge de cost a causa de l'abundància relativa del magnesi i la facilitat d'extracció.
A la dècada del 1990 es van reconèixer aplicacions basades en materials de càtode V2O5, TiS2 o Ti2S4 i ànodes de magnesi. Tanmateix, les inestabilitats en l'estat de descàrrega i les incerteses sobre el paper de l'aigua a l'electròlit van limitar el progrés. L'any 2000, investigadors israelians van informar del recobriment de Mg sense dendrites en electròlits d'AlCl3-èter amb un límit d'estabilitat de voltatge anòdic força alt (>2 V vs. Mg/Mg2+). En aquest treball, però, es va utilitzar un material d'ànode de baix voltatge (i una mica car) (Mo6S8 tipus Chevrel) per a la intercalació de Mg2+. Malgrat la investigació posterior a aquest descobriment, tots els intents de desenvolupar un ànode d'intercalació de Mg2+ d'alt voltatge per a electròlits de cloroaluminat (i relacionats) van fracassar. La intercalació electroquímica de Mg2+ en molts materials sòlids és ben coneguda, per exemple a partir d'electròlits aquosos. El problema és trobar materials ànodics que mostrin intercalació de les mateixes solucions, que mostrin un recobriment metàl·lic de Mg reversible.
A diferència de les bateries de Mg-metall, les bateries d'ions de Mg no utilitzen un ànode de Mg-metall, sinó un material sòlid capaç d'intercalar ions Mg2+. Aquestes bateries solen utilitzar un electròlit aquós o un altre electròlit polar. No s'ha identificat un nínxol de mercat comercialment viable/competitiu per a les bateries d'ions de Mg.

### Recerca

#### Ànodes i electròlits
Un inconvenient clau dels ànodes de magnesi és la tendència a formar una capa superficial passivant (no conductora) durant la recàrrega.  Es creia que la capa passivant s'originava a partir de la descomposició de l'electròlit durant la reducció d'ions. Es va trobar que els contraions comuns, com el perclorat i el tetrafluoroborat, contribuïen a la passivació, així com alguns dissolvents apròtics polars comuns, com els carbonats i els nitrils.  La capa passivant motiva l'ús d'intermetàl·lics de magnesi com a materials per a ànodes, ja que la seva menor reactivitat amb els electròlits comuns els fa menys propensos a la passivació. Això és particularment cert per al compost intermetàl·lic Mg3Bi2, que constitueix un tipus d'elèctrode d'inserció de magnesi, basat en la inserció reversible de magnesi metàl·lic en un compost hoste.  A més del bismut, s'han utilitzat estany i antimoni en els elèctrodes d'inserció de compostos.  Aquests eviten la passivació de la superfície de l'ànode, però pateixen destrucció de l'ànode a causa dels canvis volumètrics, així com d'una cinètica d'inserció lenta. Exemples de tipus d'ànode d'inserció inclouen la alternança cíclica entre Sn elemental i Mg2Sn.

### Materials catòdics
S'han investigat múltiples compostos de càtode. Els materials investigats inclouen disulfur de zirconi, òxid de cobalt(II,III), diseleniur de tungstè, pentòxid de vanadi i vanadat. Les espinel·les basades en cobalt van mostrar una cinètica inferior a la inserció de magnesi en comparació amb el seu comportament amb liti.  L'any 2000, la forma de fase chevrel de Mo6S8 va mostrar idoneïtat com a càtode, suportant 2000 cicles a un 100% de descàrrega amb una pèrdua del 15%; els inconvenients eren un rendiment deficient a baixa temperatura (mobilitat reduïda del Mg, compensada substituint el seleni), així com un baix voltatge (aprox. 1,2 V) i una baixa densitat d'energia (110 mAh/g).  Un càtode de disulfur de molibdè va assolir 1,8 V i 170 mAh/g. Els sulfurs de metalls de transició són candidats prometedors per a càtode. El 2015 es va publicar una cel·la híbrida de magnesi que utilitza un electròlit mixt de magnesi/sodi amb inserció de sodi en un càtode de disulfur de ferro(II) nanocristal·lí.
El 2016 es va informar d'un càtode porós de combinació de carboni/iode com a alternativa potencial als càtodes d'inserció de Mg2+; es va informar que la química era potencialment adequada per a una bateria de flux recarregable.